# 白眉丝刺莺
白眉絲刺鶯（Sericornis frontalis）是一種生活在澳洲沿岸的雀。牠們是吃昆蟲的，並生活在下層叢林，在近城市的地方也可以發現牠們。牠們長11-14厘米，主要呈褐色，眼眉呈白色，三個亞種之間也很不同。牠們很少運動，並且會進行合作生殖。
根據鳥類DNA分類系統，白眉絲刺鶯被分類在斑啄果鳥科中，但已證實是錯誤的。現時將牠們分類在刺嘴鶯科中。較大的褐色絲刺鶯有時會被認為是牠們的亞種。

## 分類
白眉絲刺鶯最初是由自然學家Nicholas Aylward Vigors及Thomas Horsfield於1827年描述。種小名是拉丁文「眉毛」的意思。牠以下有三個亞種：
- S. f. frontalis：指名亞種，分佈在澳洲東部海岸的新南威爾士至南澳州的阿德莱德。
- S. f. laevigaster：分佈在昆士蘭海岸，由新南威爾士北部至阿瑟登高原。
- S. f. maculatus：出沒於南澳州海岸，由袋鼠島至阿德萊德以西的鯊魚灣。牠們在與指名亞種在重疊的分佈地上一起生活。[3]

另外，在塔斯曼尼亞及巴斯海峽臨島的褐色絲刺鶯有時被認為是白眉絲刺鶯的一個亞種。

## 描述
白眉絲刺鶯長約11.5厘米，上身呈橄欖褐色，瞳孔及白色的眉毛特別顯眼。頸部呈白色，frontalis及laevigaster亞種有輕微的斑紋，而maculatus則有斑點。frontalis的耳羽呈灰色，laevigaster的是黑色，maculatus的則是褐色。喙幼而呈黑色。雌鳥整體較深色。

## 分佈及棲息地
白眉絲刺鶯喜歡生活在森林或灌林地區。在悉尼未開墾的林地牠們很普遍。

## 行為

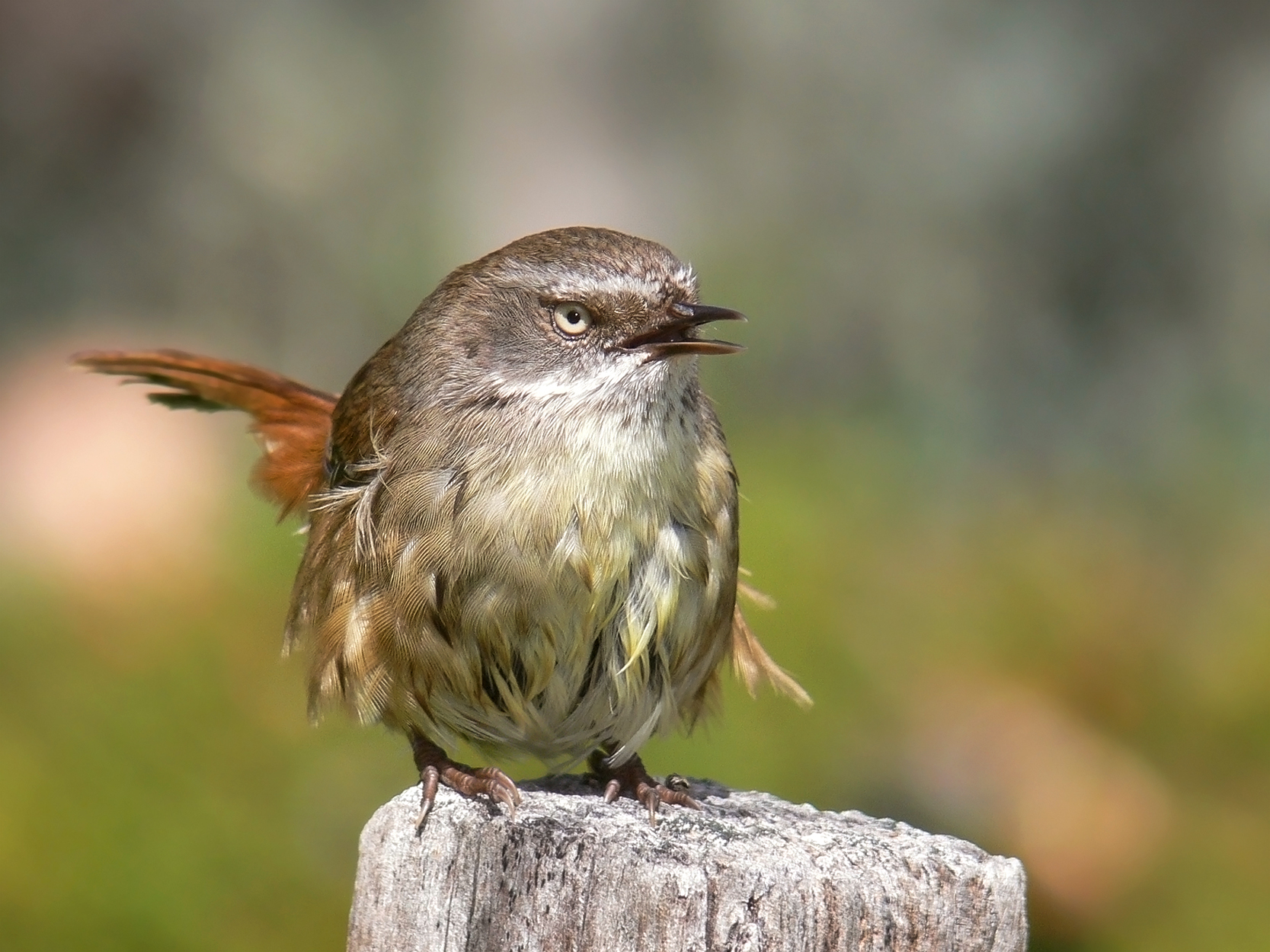
雌性白眉絲刺鶯。

白眉絲刺鶯主要是吃昆蟲的。牠們很難被觀察到，但經常唱歌，所以很易知道牠們的所在。牠們一般會以一群約6隻一起生活，會進行合作生殖，即所有成員會協助餵養雛鳥。

## 繁殖
白眉絲刺鶯於每年的6月或7月至11月或12月進行繁殖。牠們的巢圓拱形，以乾草、葉子、樹枝、樹皮等來製造，多在地面上的密林處。牠們一胎會產二或三隻蛋，蛋呈紫褐色至白色，約20 x 15毫米大。

## 外部連結
- White-browed Scrubwren factsheet （页面存档备份，存于） Australian Museum online
- Birds in Backyards - White-browed Scrubwren （页面存档备份，存于） - with call recording